# Jamz
Jamz (persiska: جمز) är en ort i Iran.   Den ligger i provinsen Sydkhorasan, i den centrala delen av landet, 600 km öster om huvudstaden Teheran. Jamz ligger 675 meter över havet och antalet invånare är 525.
Terrängen runt Jamz är lite kuperad. Trakten runt Jamz är nära nog obefolkad, med mindre än två invånare per kvadratkilometer. Närmaste större samhälle är Tabas, 4,7 km sydost om Jamz. Trakten runt Jamz är ofruktbar med lite eller ingen växtlighet.